# علاء حسين علي
علاء حسين علي جبر الخفاجي، ضابط كويتي سابق في الجيش الكويتي، ترأس الحكومة الكويتية المؤقتة لجمهورية الكويت (دولة دمية) والتي نصبها النظام العراقي في الفترة ما بين 4 أغسطس 1990 و8 أغسطس 1990 أثناء الغزو العراقي للكويت.

## حياته
وُلِد علاء حسين في الكويت عام 1948 ونشأ بها. تلقى تعليمه الجامعي في بغداد.

## حكومة علاء حسين
في أثناء الغزو العراقي للكويت ترأس علاء حسين حكومة الكويت الحرة المؤقتة وهي حكومة صورية عينت من قبل العراق، في الفترة ما بين 4 أغسطس 1990 و8 أغسطس 1990، وكان أيضًا وزيرًا للداخلية ووزير الدفاع.
أعلن في بيان عراقي انضمام الكويت إلى العراق بناء على طلب حكومة الكويت الحرة المؤقتة لتصبح المحافظة التاسعة عشرة، وقام صدام حسين بتشكيل حكومة عراقية عين فيها علاء حسين أحد وزرائها.

## محاكمته
بعد حرب الخليج الثانية بدأت محاكمة علاء حسين غيابيًا، فحكمت عليه المحكمة الكويتية في 1993 بالإعدام وذلك بسبب الخيانة العظمى، وصدر حكم التميز النهائي بالسجن المؤبد بتهمة الخيانة والتآمر مع العدو في زمن الحرب.
وكان علاء حسين بعد حرب الخليج الثانية قد عاش متنقلًا ما بين العراق وتركيا والنرويج حتى يناير 2000 عندما عاد إلى الكويت يريد أن يُثبت بأنه لم يكن متعاونًا مع حكومة العراق في أثناء الغزو العراقي للكويت وإنما أجبر على قبول رئاسة وزارة الحكومة المؤقتة، وأصدرت محكمة التمييز بالكويت حكما عليه بالحبس المؤبد في مارس 2001.

## بيت من الحكومة
في سنة 2012، أعلنت المؤسسة العامة للرعاية السكنية بالكويت، عن قائمة مستحقين لمساكن تمنحها الحكومة للمواطنين، وكان اسم «علاء حسين علي الخفاجي» أحد المستحقين لبيت في مدينة سعد العبد الله.

## طالع أيضًا
- جمهورية الكويت.
- حكومة الكويت الحرة المؤقتة